# Herina schleteri
Herina schleteri är en tvåvingeart som beskrevs av Becker 1913. Herina schleteri ingår i släktet Herina och familjen fläckflugor.
Artens utbredningsområde är Marocko. Inga underarter finns listade i Catalogue of Life.